# František Stránský

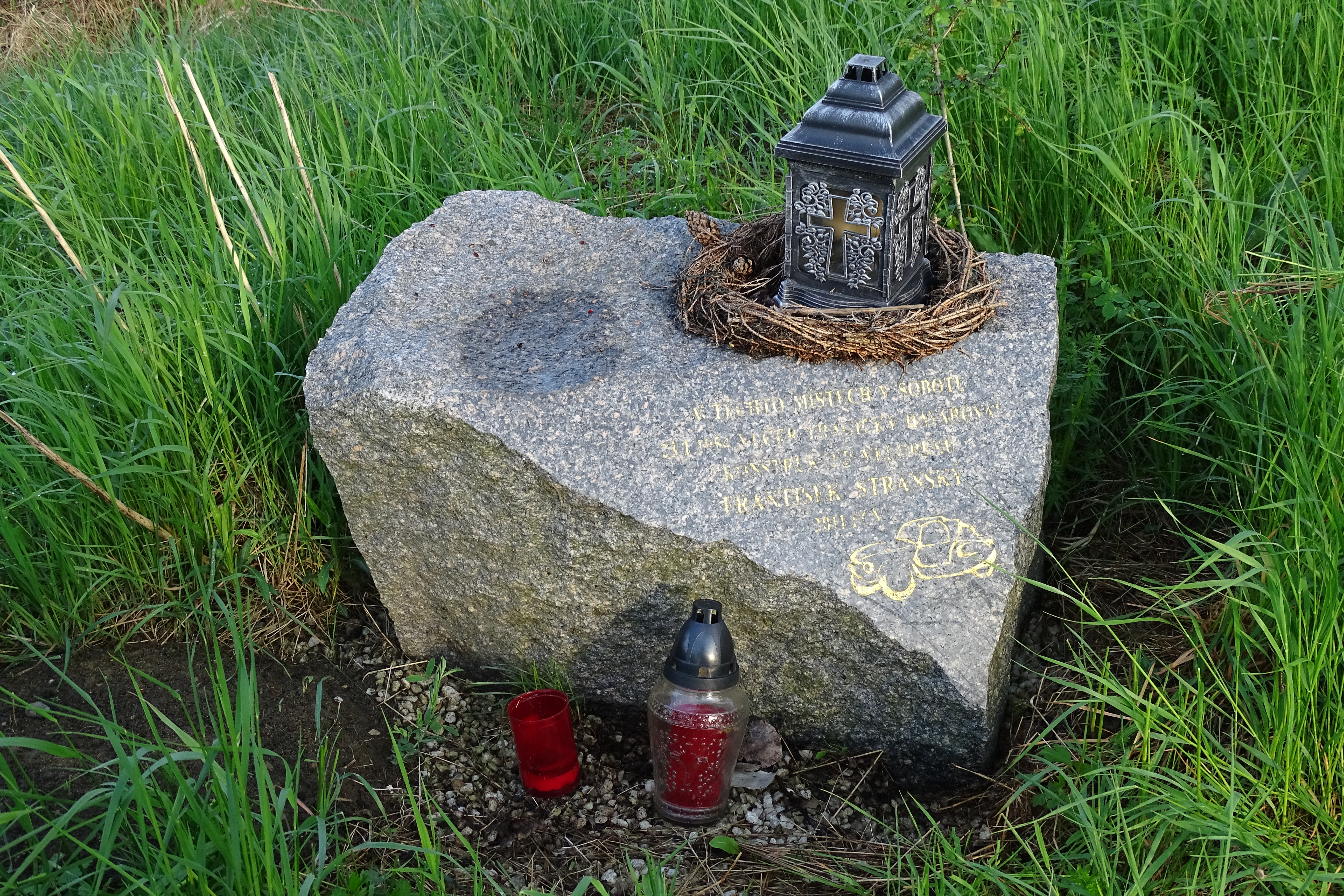
Pomník v místě autonehody Františka Stránského v České Třebové

František Stránský (20. září 1914 Veselí nad Moravou – 25. ledna 1954 Česká Třebová) byl český konstruktér.

## Život
Narodil se ve Veselí nad Moravou jako první ze tří sourozenců (sestra Jiřina a bratr Mojmír). Studoval na střední průmyslové škole v Litomyšli a následně začal pracovat v plzeňském podniku Škoda. Tuto práci ukončil v roce 1939, kdy založil vlastní firmu nazvanou Moto Velo Sport. Tuto činnost však později přerušil a v roce 1949 se začal věnovat vývojí tříkolových vozidel. Později vozidlo, které s bratrem sestavili, dostalo název OS-KAR (později přejmenováno na Velorex). Dne 23. ledna 1954 prodělal těžkou autonehodu v OS-KARu a o dva dny později zemřel na následky poranění hlavy. V roce 2011 byl na místě nehody odhalen pomník.